# سینمایی : هفته
سینمایی: هفته (انگلیسی: The Weeke Of) یک کمدی آمریکایی محصول سال ۲۰۱۸ به نویسندگی و کارگردانی رابرت اسمیگل است، و نویسنده و بازیگر آن آدام سندلر است. این بازیگر نقش کریس راک، راشل دراتچ، استیو بوسمی، آلیسون استرانگ و نوح رابینز را بازی می‌کند و هفته عروسی فرزندانشان را به دنبال دو پدر دنبال می‌کند. این فیلم چهارمین همکاری سندلر و نتفلیکس است و در تاریخ ۲۷ آوریل ۲۰۱۸ در سرویس پخش جریانی پخش شد.

## داستان
سارا لوستیگ و تایلر کورتیس یک هفته تا ازدواجشان فاصله دارند. با وجود اینکه کربی، پدر دکتر تایلر، بسیار ثروتمند است، پدر کنی، کارگر ساختمانی سارا، اصرار دارد که هزینه همه چیز را بپردازد و در نتیجه عروسی بسیار ارزانی رقم خورد.
در هفته منتهی به عروسی، دو خانواده با مشکلات متعددی دست و پنجه نرم می‌کنند. کنی، در تلاشی برای تحت تأثیر قرار دادن کربی، سعی می‌کند اتاق هتلش را طوری بسازد که شیک‌تر به نظر برسد. متأسفانه، بی کفایتی کارکنان منجر به آسیب به اتاق‌های دیگر می‌شود که سایر اعضای خانواده در آن اقامت دارند و لوستیگ‌ها را مجبور می‌کند که به آنها اجازه دهند در خانه خود بمانند که قبلاً با خانواده خود شلوغ شده‌است. بدتر از آن، هتل محل پذیرش است و آسیب ناشی از کار ضعیف آن را تهدید می‌کند. با وجود این، کنی قاطعانه از هرگونه کمک کربی امتناع می‌ورزد و اصرار می‌کند که همه کارها را خودش انجام دهد.
به دلیل یک سوء تفاهم، عموی پیر کنی، سیمور، با یک کهنه سرباز جنگ جهانی دوم اشتباه می‌شود (او در واقع هرگز نجنگیده‌است). کنی برای کمک به حفظ چهره پس از اتهامات مطبوعات، شهردار را متقاعد می‌کند تا مراسم پذیرایی را در لباس مهمانی به افتخار سیمور در تالار شهر برگزار کند. با این حال، هنگامی که سیمور در یک تصادف در طول جشن مجردی تایلر می‌میرد، کنی مجبور می‌شود اعتراف کند که پاهایی که همه فکر می‌کردند سیمور در جنگ از دست داده‌است، در واقع به دلیل دیابت از دست رفته‌است. این به شهردار برمی گردد که مهمانی را لغو می‌کند. برای پوشش این موضوع، کنی، همسرش دبی و پسر سیمور، چارلز، دسته ای از خفاش‌ها را اسیر می‌کنند و آنها را از دودکش شهرداری پایین می‌اندازند.
روز عروسی فرا می‌رسد و با وجود همه چیز، مراسم بدون مشکل برگزار می‌شود. در طول پذیرایی، کربی به خاطر رفتارش با کنی روبرو می‌شود و به او کمک می‌کند بفهمد که همه این کارها را به دلیل نیاز به انجام یک کار دیگر برای دخترش انجام داده‌است. متأسفانه، آنها این صحبت را در حالی انجام می‌دهند که برای مدت طولانی در حین رقص نگه داشته می‌شوند و یکی از حامل‌ها سقوط می‌کند و آب می‌ریزد که به وسایل الکترونیکی برخورد می‌کند و باعث آتش‌سوزی می‌شود.
کنی که احساس وحشتناکی می‌کند، اعتراف می‌کند که چرا کارهایی را که با سارا انجام می‌دهد، انجام می‌دهد و سارا او را می‌بخشد. بقیه پذیرایی در خانه لوستیگ برگزار می‌شود و کنی و کربی توافق می‌کنند که دومی باید هزینه اولین تعطیلات بزرگ خانوادگی را بپردازد.

## بازیگران
- آدام سندلر در نقش کنی لوستیگ
- کریس راک در نقش کربی کورتیس
- راشل دراتچ در نقش دبی لوستیگ
- وینی بیدل در نقش اسکمباگ وینی
- استیو بوشمی در نقش چارلز
- آلیسون استرانگ در نقش سارا
- کلویی هیملمن در نقش رز
- کیتی هارتمن در نقش رابین
- جیک لیپمن در نقش آیزاک
- اسکات کوهن در نقش ران الیمن
- ملانی نیکولز-کینگ در نقش کاترینا
- خورخه لونا در نقش ایگناسیو
- نوح رابینز در نقش نوح
- موری گینزبرگ در نقش جی
- لیز لارسن در نقش جولیا کاتز
- پاتریشیا بلچر در نقش تلما
- تدی کولوکا در نقش دومینیک
- جیم بارون در نقش سیمور
- رولند باک سوم در نقش تایلر
- گری پاستور در نقش شهردار جان بارون
- راب مورگان در نقش پسر عموی ماروین
- گرمار ترل گاردنر در نقش پسر عموی اتریج
- چاک نیس در نقش لئونارد
- کناخوان بنتلی در نقش جرمین
- جوئل مارش گارلند در نقش کنت جادوگر
- رابرت اسمیگل به عنوان دکتر ER
- دن پاتریک به عنوان مربی بیسبال
- رونی «راننده لیموزین» موند در نقش پالبر
- جون گیبل در نقش روبرتا

## تولید
عکاسی اصلی در لانگ آیلند، نیویورک در ژوئیه ۲۰۱۷ آغاز شد.

## بازخورد
در وب‌سایت جمع‌آوری نقد Rotten Tomatoes، این فیلم بر اساس ۲۶ نقد ۲۷ درصد و میانگین امتیاز ۴٫۱/۱۰ را دارد. اجماع انتقادی این سایت می‌گوید: «The Week Of به همکاری‌های بیشتر سندلر و رابرت اسمیگل قول می‌دهد، اما پیش‌فرض‌های فرسوده و اجرای بی‌حال آن برای توصیه آن کافی نیست». در متاکریتیک، فیلم بر اساس ۱۱ منتقد، میانگین وزنی امتیاز ۴۱ از ۱۰۰ را دارد که نشان‌دهنده «نقدهای مختلط یا متوسط» است.
ریچارد روپر از شیکاگو سان تایمز ۱٫۵ ستاره از ۴ ستاره را به این فیلم داد و آن را تنبل خواند و گفت: «سندلر در نقش پدر خوش فکر بازی نسبتاً محدودی ارائه می‌دهد. به نظر می‌رسد راک به سختی روی توجه به بازیگران دیگر سرمایه‌گذاری کرده‌است. خطوط خود را طوری می‌خواند که گویی امیدوار است برداشت دیگری وجود نداشته باشد و مجبور نباشد دوباره این کار را انجام دهد. هفته ای که به نظر می‌رسد ۱۰ روز طولانی است.» پیتر دبروژ، نویسنده برای Variety، فیلم را "تنبل و طولانی" خواند و گفت: "سندلر در حالت خلبان خودکار، تلفن‌های سندلر را به عنوان کمدی‌ترین کمدی دوران حرفه‌ای‌اش واجد شرایط می‌داند - که خوشبختانه، جک و جیل، افتضاح در لباس پوشیدن متقابل که شروع به لغزش نزولی کرد که در وهله اول او را به نتفلیکس رساند).»